# Янина (озеро)
Я́нина, Памвотис (греч. Ιωαννίνων, Иоанина; греч. Παμβώτις или Παμβώτιδα, Памвотида) — озеро на северо-западе Греции. Площадь 22,8 км².

## География

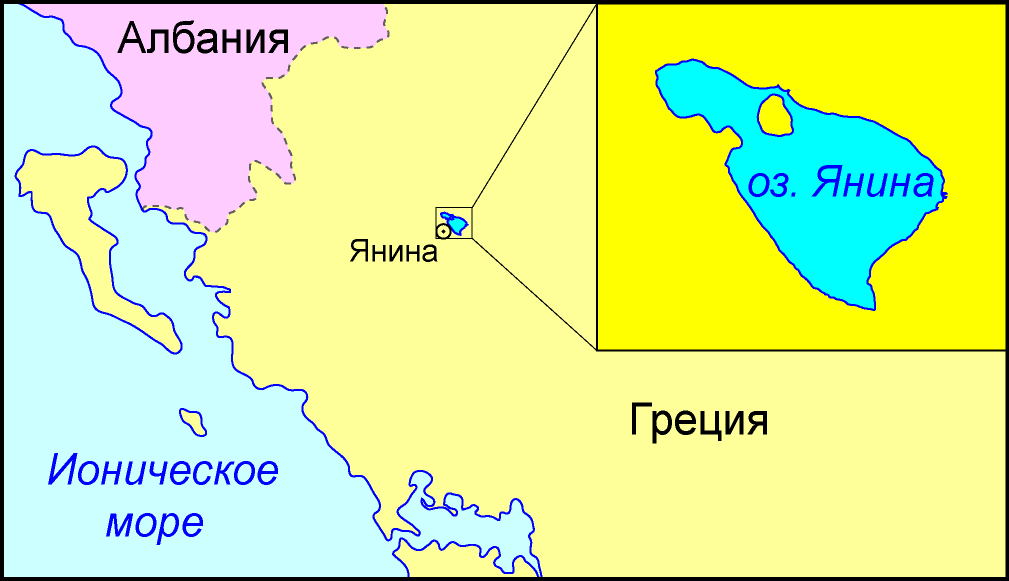
Озеро Янина

Озеро Янина расположено в центральной части нома Янина, область Эпир. Средняя глубина менее 7 метров, максимальная — 11 метров. Длина озера до 7,5 км, ширина — до 5 километров. Высота зеркала 470 метров над уровнем моря.
На западном берегу озера находится город Янина, на северном — населённый пункт Перама. У северного берега расположен небольшой остров Янина. Севернее озера — гора Мицикели.
В озеро Янина впадает множество ручьёв, но само оно не имеет видимого истока.

## Достопримечательности
На острове здания постройки XIII века, музеи, в том числе музей Али-паши Тепеленского (Янинского), проживавшего на острове. Регулярно проводятся экскурсии.